# Peter Rajniak (1981)
Peter Rajniak (Bratislava, 21 maggio 1981) è un ex cestista e allenatore di pallacanestro lussemburghese.
È il figlio di Peter Rajniak sr e il fratello di Martin Rajniak.

## Palmarès
- Campione di Lussemburgo (2000)
- Coppa di Lussemburgo (2000)